# ムナフヒタキ

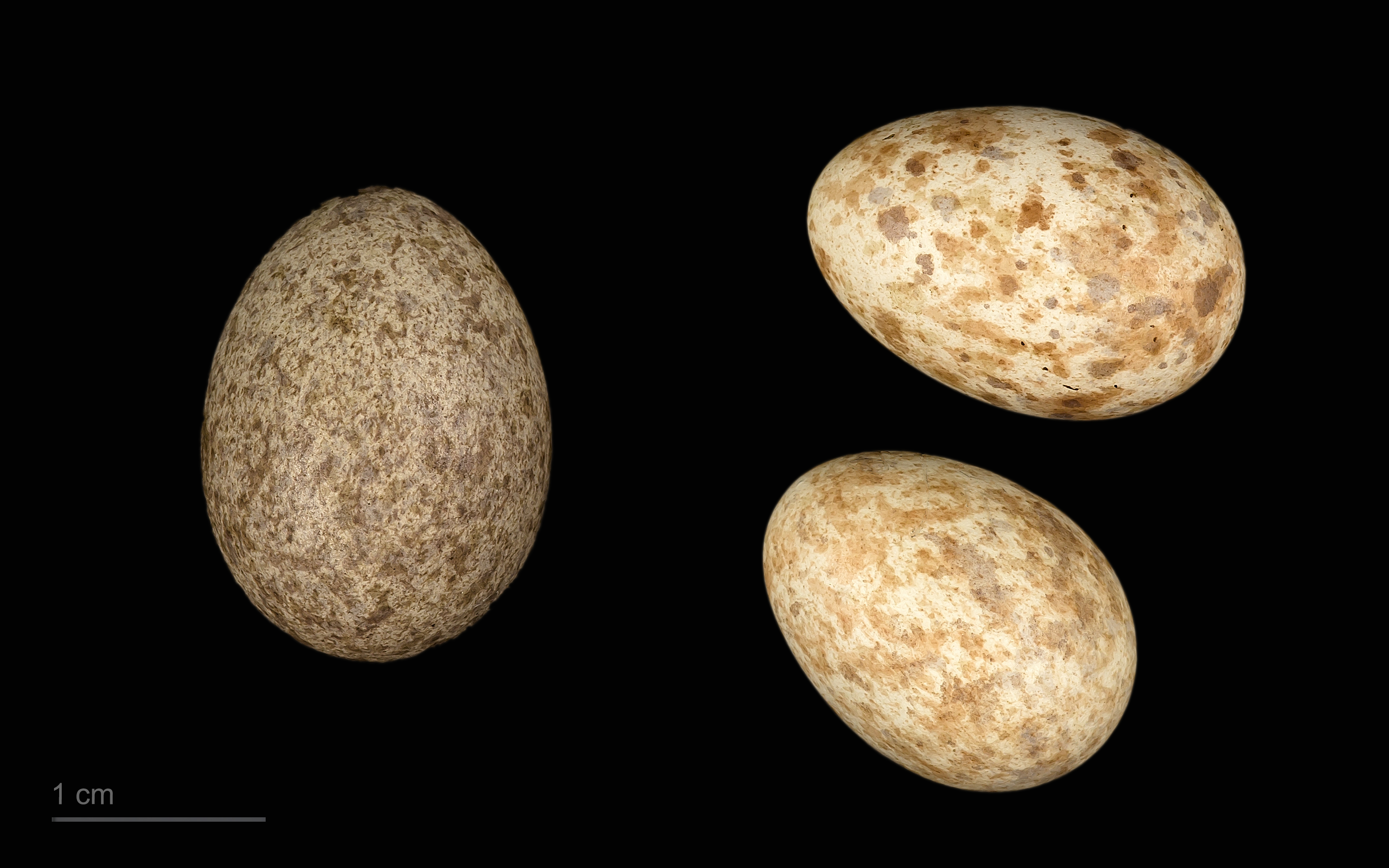
Cuculus canorus canorus + Muscicapa striata

ムナフヒタキ（胸斑鶲、学名：Muscicapa striata）とは、スズメ目ヒタキ科に分類される鳥類の一種である。

## 形態
体長は13-15cmで、エゾビタキに比べ一回り大きい。体重は12-20g。
嘴、脚は黒色。
体上面は灰褐色で、喉から体下面は汚白色である。
頭頂から後頭、胸などに褐色の縦班の模様があり、目下などにも不明瞭な縦班がある。雨覆と三列風切は、ともに黒褐色で縁は白色である。それ以外の風切羽、尾羽は褐色である。

## 分布
西はヨーロッパ、東はバイカル湖の周辺の地域で繁殖し、アフリカの中南部などで越冬する。
日本では、2004年に石川県の舳倉島で、1羽が観察された記録が一例ある。

## 亜種
- Muscicapa striata striata（Pallas, 1764[1]）基亜種。主にカザフスタン北部、シベリア西部から東ヨーロッパ、アフリカ北西部、東部に分布する[7]。

- Muscicapa striata inexpectata（Dementiev, 1932[1]）クリミア半島やアフリカに分布する[7]。

- Muscicapa striata neumanni（Poche,1904[1]）アフリカ南東部と、エーゲ海から東にレバント、コーカサスからシベリアなどに分布する[7]。

- Muscicapa striata sarudnyi（Snigirewski,1928[1]）主にアフリカ南東部、イラン東部からパキスタン北西部、天山山脈にかけてなどに分布する[7]。

- Muscicapa striata mongola（Portenko, 1955[1]）アフリカ南東部、アルタイ北東から、東にザバイカリエ地方北東部、モンゴル北部などに分布する[7]。[注釈 1]

- Muscicapa striata balearica（Von Jordans, 1913[1]）バレアレス海、アフリカ南-南西部に分布している。[7]この亜種は、ムナフヒタキとは別種の可能性もある[7]。

- Muscicapa striata tyrrhenica（Schiebel, 1910[1]）コルシカ島からサルデーニャ島、アフリカに分布している。[7]この亜種も、M. s. balearicaと同じく別種の可能性もある[7]。

## 生態
世代の長さは2.9年である。
森林、低木地、サバンナ、農耕地や都市部などに生息する。
空中を飛ぶハエ、ハチやアリなどを主に食べるが、無脊椎動物や果実なども食べる。
ヨーロッパでの繁殖期は、5月の中旬から8月中旬である。巣は小枝、落ち葉、コケ、地衣類、羽毛などで作られる。
一度に2個から7個の卵を産む。